# Hetty Helsmoortel
Hetty Hilde Helsmoortel (Oostende, 6 juni 1986) is een Belgisch wetenschapper, auteur en organisator van wetenschapsfestival Nerdland Festival (oorspronkelijk het Sound of Science-festival). 

## Biografie
Helsmoortel is van opleiding moleculair bioloog en doctor in de gezondheidswetenschappen, en was acht jaar lang kankeronderzoeker aan de Universiteit Gent. Ook studeerde ze drama aan het RITCS in Brussel.
Helsmoortel is vooral bekend geworden als wetenschapswatcher en -communicator. Ze is te horen als vast panellid in de podcast Nerdland Maandoverzicht met onder anderen Lieven Scheire, Jeroen Baert en Bart van Peer. Regelmatig geeft ze in de media duiding bij het wetenschapsnieuws (zoals voor VRT NWS). Ze is ook vaste columniste voor EOS Wetenschap. Ze was in 2015 en 2016 huiswetenschapper in het televisieprogramma De Afspraak. Helsmoortel schreef in 2020 het boek "De Geknipte Genen - Hoe CRISPR onze toekomst zal herschrijven en waarom iedereen dat moet weten". Ze trok ook door Vlaanderen met een interactieve voorstelling bij het boek. Daarnaast is ze moeder van een dochter en een zoon.
Eind 2021 maakte ze voor het eerst de theatershow Missie 2021, een wetenschappelijk jaaroverzicht. In november 2022 en december 2023 stond ze mee op het podium van de Lotto Arena met de familieshow Nerdland Voor Kleine Nerds. Eind 2022 en begin 2023 ging ze op theatertournee met Missie 2022, waarin ze op toegankelijke en humoristische wijze belangrijke wetenschappelijke gebeurtenissen van het voorbije jaar toelichtte. Deze theatershow kreeg een vervolg met Missie 2023. De affiche voor deze voorstelling werd gemaakt met de hulp van artificiële intelligentie. Vanaf eind 2024 gaat ze op tournee door Vlaanderen met Missie 2024.
In 2024 nam ze samen met Lieven Scheire deel aan de Code van Coppens op VTM. Ze nam dat jaar ook deel aan De Slimste Mens ter Wereld.
In 2025 werd ze door de Universiteit Antwerpen gehuldigd met een eredoctoraat.

## Festivals
Tussen 2018 en 2021 organiseerde Hetty jaarlijks het wetenschapsfestival Sound of Science, samen met Toon Verlinden.
In 2022, na de coronapandemie, is dit opgevolgd door het eerste populair-wetenschappelijke Nerdland Festival in het domein Puyenbroeck. Ze organiseert dit samen met Lieven Scheire. In mei 2023 waren er meer dan 20.000 bezoekers op het tweede Nerdland Festival dat drie dagen duurde. In 2022, 2023 en 2024 organiseerde en presenteerde zij mee Nerdland Voor Kleine Nerds, een familiefestival voor kinderen vanaf 8 jaar, in de Lotto Arena.

## Podcasts
- Nerdland Maandoverzicht, een maandelijks overzicht van het wetenschaps- en technologienieuws o.l.v. Lieven Scheire

## Zaalshows
- Missie 2021
- Missie 2022
- Nerdland Voor Kleine Nerds met Lieven Scheire (2022, 2023)
- Missie 2023
- Missie 2024